# Đồng(II) oxide
Đồng(II) oxide (công thức hóa học CuO) là một oxide của đồng. Nó có khối lượng mol 79,5454 g/mol, nhiệt độ nóng chảy 1148 ℃.
Chất này thường có trong tự nhiên ở dạng bột oxide đồng màu đen.

## Tính chất hóa học
- Tác dụng với acid tạo thành muối và nước:

CuO + 2HCl → CuCl2 + H2O
- Làm bột CuO nung nóng chuyển sang đỏ:

CO + CuO  t°> Cu + CO2
- Tác dụng với oxide acid tạo thành muối:

3CuO + P2O5→ Cu3(PO4)2
- Bị các chất khử tác dụng: H2 + CuO t°> Cu + H2O

## Ứng dụng

### Trong thủy tinh, gốm
Đồng(II) oxide được dùng trong vật liệu gốm để làm chất tạo màu sắc. Trong môi trường oxy hóa bình thường, CuO không bị khử thành Cu2O và nó tạo màu xanh lá trong cho men (clear green color).
Các loại chì oxide hàm lượng cao sẽ cho màu xanh tối hơn, các oxide kiềm thổ hay bo hàm lượng cao sẽ kéo về phía sắc xanh lam).
Đồng(II) oxide là một flux khá mạnh. Nó làm tăng độ chảy loãng của men nung và tăng khả năng cracking do hệ số giãn nở nhiệt cao.
CuO kết hợp với Titani(IV) oxide có thể tạo ra các hiệu quả "blotching" và "specking" rất đẹp. CuO kết hợp với thiếc hay zirconi cho màu turquoise hay blue-green trong men kiềm thổ (hàm lượng KNaO cao) và alumina thấp. Nên sử dụng frit pha sẵn nếu muốn có màu này, tuy nhiên men loại này thường bị rạn. CuO trong men bari/thiếc/natri cho màu xanh lam. K2O có thể làm cho men có CuO ngả sắc vàng.